# 學級崩壞
学级崩坏指一种班级集体教育的机能持续失效、用通常方法无法解决的状态。在1990年代后半关于日本的小学的报纸、电视等媒体报道中出现，并开始广为传播。

## 在日本

### 定义
1999年，受日本文部省（文部科学省的前身）研究委托的国立教育研究所（国立教育政策研究所的前身）组织了「学级经营研究会」，关于在媒体中多被报道的学级崩坏现象，在小学进行了大规模调查研究。中期发表的报告书中，特地避开「学级崩坏」一词，而将其定义为「班级无法正常运作的状态」。
“学级崩坏”这样的叫法能使人意识到事态的严重，但也隐藏着弱化多方面观察复杂情况的态度之虞。故此，本研究的中期报告采取“班级无法正常运作的状态”这种折衷的叫法。指“学生在教室随意行动、不听从老师指导等，学校集体教育的功能失常的状态持续一段时间，班主任不能使用一般的手段解决”的状况。
学级经营研究会的最终报告沿用了上述观点，但大众仍使用「学级崩坏」一词议论此类现象。
学级崩坏作为教育与社会问题，常被大众媒体关注。1998年，NHK特集以「蔓延的学级崩溃」为主题进行了报道。

### 小学一年级生的学级崩坏（小一问题）
小学一年级生的学级崩坏在新入学的儿童中尤为普遍。孩子难以适应从幼儿园这样以情感与沟通能力为中心的教育模式，到以学习为中心的小学的大幅转变，大众媒体多称为「小一问题」。东京都教育委员会开始调查全日本大学的教职课程，积极探求幼儿园与小学的对接方法。

### 原因
教育评论家尾木直树认为，学级崩坏的原因主要在于孩子的父母。

#### 母亲一方
- 忙于工作，将工作的压力带回家里
- 对孩子缺乏愛，不关心孩子
- 不与孩子玩耍
- 不成熟、固执任性、不能分辨善恶
- 喜好名牌商品[12]

#### 父亲一方
- 职责不清
- 本人未从思春期走出[13]

#### 学龄前儿童
原因也在于幼年养育的不足。
- 幼年期的生活紊乱：不吃早饭、作息失调
- 幼年期与他人交往的缺失（少玩耍、少子化、早期教育等）
- 幼年期的亲子关系不完整（非接纳的教育、身体接触缺失）[15]
- 母爱不足
- 沉迷电视
- 父母的不成熟[16]
- 过早被看作大人，缺乏自信与自尊心[17]
- 父母过于弱势以致教养缺失[18]

#### 小学低学年
- 兴趣班的忙碌
- 父母与学校过高的要求[16]
- 父母与父母之间联系少[19]
- 过于物质地看待孩子的幸福[20]

#### 小学高学年
以往多出自中学时期的状况有低龄化的倾向。
- 学习负担、考试压力
- 青春期的躁动[21]

#### 学校一侧的原因
- 体罚[22]
- 集体主义教育[23]
- 幼儿园在1990年左右逐渐转为“自由保育”，但小学方面还未改变，学生入学时落差过大[24]

## 关联项目
- 校园暴力